# Григорій IV
Григорій IV (лат. Gregorius; ? — 11 січня 844, Рим, Священна Римська імперія) — сто перший папа Римський (20 вересня 827—11 січня 844). Після обрання визнав верховенство імператора Священної Римської імперії. Однак, залежність папи від імператора почала зменшуватись через суперечки Людовика I Благочестивого та його синів Лотара, Піпіна та Людовика Німецького. Під ча бунту синів Григорій IV підтримував Лотара.
Війська імператора Людовика та його синів зустрілись на полі битви біля Кольмара, сучасний Ельзас у Франції.
Сини просили папу зустрітись для переговорів з імператором Людовиком, однак Григорій IV зрозумів, що Лотар обманює його, не прагнучи миру з батьком. Людовик був залишений своїми прибічниками, взятий у полон синами, позбавлений трону та принижений.
Григорій IV  вів суперечку з імператором Людовиком і його синами про примат влади світської над духовною. Запровадив відзначення 1 листопада свята Всіх Святих.